# Zsidahegy (Szlovénia)
Zsidahegy (szlovénül: Vučja Gomila, vendül Volčja Gomila) falu Szlovéniában, Muravidéken, Pomurska régióban.  Közigazgatásilag Alsómaráchoz tartozik.

## Fekvése
Muraszombattól 12 km-re északkeletre a Brezovica-patak partján fekszik.

## Története
A település első írásos említése 1366-ban történt. 1365-ben Széchy Péter fia Miklós dalmát-horvát bán és testvére Domonkos erdélyi püspök kapták királyi adományul illetve cserében a Borsod vármegyei Éleskőért, Miskolcért és tartozékaikért Felsőlendvát és tartozékait, mint a magban szakadt Omodéfi János birtokát. A település a későbbi századokon át is birtokában maradt a családnak. Az 1366-os beiktatás alkalmával részletesebben kerületenként is felsorolják az ide tartozó birtokokat, melyek között a falu "Gasparhaza in districtu seu valle Lak Sancti Nicolai" alakban szerepel, habár Ivan Zelko történész lehetségesnek tartja, hogy Gáspárháza egy különálló település volt, Zsidahegy közvetlen szomszédságában, amely eltűnt, avagy betagolódott Zsidahegybe. 1685-ben a Széchyek fiági kihalásával adásvétellel a Szapáry család birtoka lett.
Vályi András szerint " ZSIDAHEGY. Falu Vas Várm. földes Urai G. Szapáry, és több Uraságok, fekszik Martyánczhoz nem meszsze, mellynek filiája; határja meglehetős."
Fényes Elek szerint " Zsidahegy és Szárazhegy, 2 összeolvadt vindus falu, Vas vmegyében, a muraszombati uradalomban, 381 evang., 62 kath. lak. Zsidahegyen evang. iskola is van."
Vas vármegye monográfiája szerint " Zsidahegy, 155 házzal és 755 r. kath. és ág. ev. vallású, magyar és vend lakossal. Postája Martyáncz, távírója Szt.-Gotthárd. " 
1910-ben 700, túlnyomórészt szlovén lakosa volt. A trianoni békeszerződésig Vas vármegye Muraszombati járásához tartozott, 1919-ben átmenetileg a de facto Mura Köztársaság része lett. Még ebben az évben a Szerb–Horvát–Szlovén Királysághoz csatolták, ami 1929-től Jugoszlávia nevet vette fel. 1941-ben átmeneti időre ismét Magyarországhoz tartozott, 1945 után visszakerült jugoszláv fennhatóság alá. 1991 óta a független Szlovénia része. 2002-ben 330 lakosa volt.

## Nevezetességei
- Neogótikus kápolnája a 20. század első felében épült.
- Római kori halomsírok.
- Kulturális emlék a Miškin család 1929-ben épített, L alakú kúriája.